# Browning (krater)
För andra betydelser, se Browning.
Browning är en nedslagskrater med en diameter på 23 kilometer, på planeten Venus. Browning har fått sitt namn efter poeten Elizabeth Barrett Browning.